# تيمور أباد (شوط)
تيمور أباد هي قرية في مقاطعة شوط‌، إيران. يقدر عدد سكانها بـ 291 نسمة بحسب إحصاء 2016.